# Magnesia Litera
Magnesia Litera – czeska nagroda literacka przyznawana od 2002 roku. 
Nagrodą główną jest Magnesia Litera Książka Roku. Dalsze nagrody przyznawane są odpowiednio w kategoriach: proza, poezja, książka dla dzieci i młodzieży, książka naukowa, publicystyka, przekład, wydarzenie wydawnicze, debiut (objawienie roku), nagroda czytelników oraz blog. Celem nagrody jest promocja literatury i czytelnictwa. W jej komitecie zasiadają przedstawiciele Akademii Nauk Republiki Czeskiej, Czeskiego PEN Club, Stowarzyszenia Tłumaczy, Pisarzy, Wydawców, Księgarzy, czeskiej sekcji IBBY oraz Fundacji Czeskiej Literatury. Kategoria główna i nagroda za debiut oceniane są przez trzystu specjalistów, od badaczy literatury po bibliotekarzy i księgarzy.

## Laureaci

### Magnesia Litera Książka Roku
| Rok  | Imię zwycięzcy     | Tytuł oryginalny                                                               | Wydanie polskie | Uwagi                             |
| ---- | ------------------ | ------------------------------------------------------------------------------ | --------------- | --------------------------------- |
| 2022 | Pavel Klusák       | Gott. Československý příběh                                                    |                 |                                   |
| 2021 | Martin Hilský      | Shakespearova Anglie                                                           |                 |                                   |
| 2020 | Petr Čornej        | Jan Žižka. Život a doba husitského válečníka                                   |                 |                                   |
| 2019 | Radka Denemarková  | Hodiny z olova                                                                 |                 |                                   |
| 2018 | Erik Tabery        | Opuštěná společnost                                                            |                 |                                   |
| 2017 | Bianca Bellová     | Jezero                                                                         | Jezioro         |                                   |
| 2016 | Daniela Hodrová    | Točité věty                                                                    |                 |                                   |
| 2015 | Martin Reiner      | Básník. Román o Ivanu Blatném                                                  |                 |                                   |
| 2014 | Jiří Padevět       | Průvodce protektorátní Prahou                                                  |                 |                                   |
| 2013 | Jiří Hájíček       | Rybí krev                                                                      | Rybia krew      |                                   |
| 2012 | Michal Ajvaz       | Lucemburská zahrada                                                            |                 |                                   |
| 2011 | Jan Balabán        | Zeptej se táty                                                                 | Zapytaj taty    |                                   |
| 2010 | Petra Soukupová    | Zmizet                                                                         | Zniknąć         |                                   |
| 2009 | Bohumila Grögerová | Rukopis                                                                        |                 |                                   |
| 2008 | Petr Nikl          | Záhádky                                                                        |                 |                                   |
| 2007 | Petru Cimpoeşu     | Simion Výtažník                                                                |                 | przeł. z rumuńskiego Jiří Našinec |
| 2006 | Jan Reich          | Bohemia                                                                        |                 |                                   |
| 2005 | Jan Novák          | Zatím dobrý                                                                    | Nie jest źle    |                                   |
| 2004 | Jiří Suk           | Labyrintem revoluce                                                            |                 |                                   |
| 2003 | Pavel Zatloukal    | Příběhy z dlouhého století – Architektura let 1750-1918 na Moravě a ve Slezsku |                 |                                   |
| 2002 | Jürgen Serke       | Böhmische Dörfer. Putování opuštěnou literární krajinou                        |                 |                                   |

### Proza (Litera za prózu)
| Rok  | Imię zwycięzcy    | Tytuł oryginalny                                 | Wydanie polskie                 |
| ---- | ----------------- | ------------------------------------------------ | ------------------------------- |
| 2022 | Stanislav Biler   | Destrukce                                        |                                 |
| 2021 | Daniel Hradecký   | Tři kapitoly: Dumdum – Výlety s otcem – Vikštejn |                                 |
| 2020 | Jiří Kratochvil   | Liška v dámu                                     |                                 |
| 2019 | Pavla Horáková    | Teorie podivnosti                                |                                 |
| 2018 | Josef Pánek       | Láska v době globálních klimatických změn        |                                 |
| 2017 | Marek Šindelka    | Únava materiálu                                  |                                 |
| 2016 | Anna Bolavá       | Do tmy                                           | W ciemność                      |
| 2015 | Petr Stančík      | Mlýn na mumie                                    | Młyn do mumii                   |
| 2014 | Emil Hakl         | Skutečná událost                                 |                                 |
| 2013 | Zuzana Brabcová   | Stropy                                           |                                 |
| 2012 | Marek Šindelka    | Zůstaňte s námi                                  | Zostańcie z nami                |
| 2011 | Martin Ryšavý     | Vrač                                             |                                 |
| 2010 | Ivan Matoušek     | Oslava                                           |                                 |
| 2009 | Martin Ryšavý     | Cesty na Sibiř                                   |                                 |
| 2008 | Lubomír Martínek  | Olej do ohně                                     |                                 |
| 2007 | Radka Denemarková | Peníze od Hitlera                                | Pieniądze od Hitlera            |
| 2006 | Jiří Hájíček      | Selský baroko                                    |                                 |
| 2005 | Jan Balabán       | Možná že odcházíme                               | Wakacje/ Możliwe, że odchodzimy |
| 2004 | Antonín Bajaja    | Zvlčení                                          |                                 |
| 2003 | Emil Hakl         | O rodičích a dětech                              | O rodzicach i dzieciach         |
| 2002 | Miloš Urban       | Hastrman                                         |                                 |

### Poezja (Litera za poezii)
| Rok  | Imię zwycięzcy      | Tytuł oryginalny                          | Wydanie polskie |
| ---- | ------------------- | ----------------------------------------- | --------------- |
| 2022 | Vladimír Mikeš      | Odkud to přichází?                        |                 |
| 2021 | Pavel Novotný       | Zápisky z garsonky                        |                 |
| 2020 | Ewald Murrer        | Noční četba                               |                 |
| 2019 | Ivan Wernisch       | Pernambuco                                | Pernambuco      |
| 2018 | Milan Děžinský      | Obcházení ostrova                         |                 |
| 2017 | Milan Ohnisko       | Světlo v ráně                             |                 |
| 2016 | Ladislav Zedník     | Město jeden kámen                         |                 |
| 2015 | Olga Stehlíková     | Týdny                                     |                 |
| 2014 | Kateřina Rudčenková | Chůze po dunách                           |                 |
| 2013 | Jakub Řehák         | Past na Brigitu                           |                 |
| 2012 | Radek Fridrich      | Krooa krooa                               |                 |
| 2011 | Josef Hrubý         | Otylé ach                                 |                 |
| 2010 | Viola Fischerová    | Domek na vinici                           |                 |
| 2009 | Bohumila Grögerová  | Rukopis                                   |                 |
| 2008 | Tašo Andjelkovski   | Spálov                                    |                 |
| 2007 | Stanislav Dvorský   | Oblast ticha                              |                 |
| 2006 | Radek Malý          | Větrní                                    |                 |
| 2005 | Bogdan Trojak       | Strýc Kaich se žení                       |                 |
| 2004 | Karel Šitkanc       | Zimoviště                                 |                 |
| 2003 | Vít Slíva           | Bubnování na sudy                         |                 |
| 2002 | Jiří Gruša          | Grušas Wacht am Rhein aneb Putovní ghetto |                 |

Źródło.